# SA-311
La SA-311 es una carretera de titularidad autonómica de la Junta de Castilla y León (España) que discurre por la provincia de Salamanca entre la localidad de Ledesma y el límite con la provincia de Zamora.

## Recorrido y características
La vía, que tiene una longitud de 16,320 km, pertenece a la Red Complementaria Preferente de la red autonómica de la Junta de Castilla y León. Empieza en la localidad salmantina de Ledesma y termina en el límite con la provincia de Zamora.
| Ledesma (Intersección con ) - L.P. Zamora (Continuación por ) | Ledesma (Intersección con ) - L.P. Zamora (Continuación por ) | Ledesma (Intersección con ) - L.P. Zamora (Continuación por ) | Ledesma (Intersección con ) - L.P. Zamora (Continuación por ) | Ledesma (Intersección con ) - L.P. Zamora (Continuación por ) | Ledesma (Intersección con ) - L.P. Zamora (Continuación por ) | Ledesma (Intersección con ) - L.P. Zamora (Continuación por ) | Ledesma (Intersección con ) - L.P. Zamora (Continuación por ) | Ledesma (Intersección con ) - L.P. Zamora (Continuación por ) | Ledesma (Intersección con ) - L.P. Zamora (Continuación por ) | Ledesma (Intersección con ) - L.P. Zamora (Continuación por ) |
| Esquema                                                       | PK                                                            | Sentido L. P. Zamora                                          | Sentido L. P. Zamora                                          | Sentido L. P. Zamora                                          | Sentido L. P. Zamora                                          | Sentido Ledesma                                               | Sentido Ledesma                                               | Sentido Ledesma                                               | Sentido Ledesma                                               | Incidencias                                                   |
| Esquema                                                       | PK                                                            | Velocidad                                                     | Elemento                                                      | Salida                                                        | Salida                                                        | Salida                                                        | Salida                                                        | Elemento                                                      | Velocidad                                                     | Incidencias                                                   |
| Esquema                                                       | PK                                                            | Velocidad                                                     | Elemento                                                      | Dir.                                                          | Nombre                                                        | Nombre                                                        | Dir.                                                          | Elemento                                                      | Velocidad                                                     | Incidencias                                                   |
| ------------------------------------------------------------- | ------------------------------------------------------------- | ------------------------------------------------------------- | ------------------------------------------------------------- | ------------------------------------------------------------- | ------------------------------------------------------------- | ------------------------------------------------------------- | ------------------------------------------------------------- | ------------------------------------------------------------- | ------------------------------------------------------------- | ------------------------------------------------------------- |
|                                                               | 0,0                                                           |                                                               |                                                               | Trabanca La Fuente de San Esteban                             | Trabanca La Fuente de San Esteban                             | Trabanca La Fuente de San Esteban                             |                                                               |                                                               |                                                               |                                                               |
| Salamanca Peñausende                                          | 0,0                                                           |                                                               |                                                               |                                                               |                                                               |                                                               |                                                               |                                                               |                                                               |                                                               |
|                                                               | 0,0                                                           |                                                               |                                                               | LEDESMA                                                       | LEDESMA                                                       | LEDESMA                                                       | LEDESMA                                                       |                                                               |                                                               |                                                               |
|                                                               | 5,4                                                           |                                                               |                                                               | Moraleja de Sayago                                            | Moraleja de Sayago                                            | Moraleja de Sayago                                            | Moraleja de Sayago                                            |                                                               |                                                               |                                                               |
|                                                               | 16,32                                                         |                                                               |                                                               | Almeida de Sayago                                             | Almeida de Sayago                                             | Almeida de Sayago                                             | Almeida de Sayago                                             |                                                               |                                                               |                                                               |